# 小泉 (上尾市)
小泉（こいずみ）は埼玉県上尾市の地名。現行行政地名は小泉一丁目から小泉九丁目および大字小泉。住居表示未実施地区。郵便番号は362-0063。
市の統計などでは大石地区で分類されている。

## 地理
埼玉県の中央地域（県央地域）で、上尾市西部の主に大宮台地上に位置する。東側を泉台や浅間台と隣接し、南側を弁財や今泉、西側から北側にかけて小敷谷や中分と隣接する。大字小泉は町丁である小泉一丁目〜九丁目を挟み南北に分かれている。町域の東部の低地を鴨川が流れ、親橋や子橋や新弁財橋が架かる。鴨川にはカワセミやカルガモなどの鳥類や鯉やマルタウグイなどが棲みついている地区は上尾環状線（通称BS通り）以南は市街化区域で主に第一種低層住居専用地域（夕日通り沿いは第一種住居地域、それ以外の主要な通り沿いは第二種住居地域や第一種中高層住居専用地域）に指定され、地区南部の古くから開発された大字小泉とその周辺を中心に三井住宅などの住宅が建ち並ぶが、北部を中心に畑地もまだ多く残っている。地区の最北部の大字小泉は市街化調整区域で上尾市唯一となった赤松林を擁する大宮ゴルフコースが広がる。

## 歴史

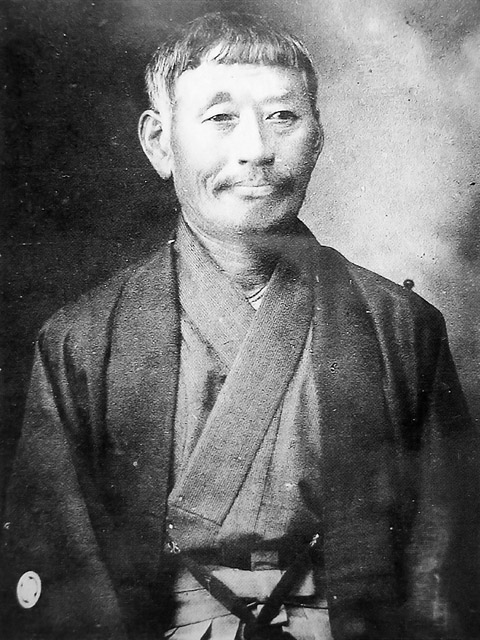
小泉村連合戸長の新藤慶之助

もとは江戸期より存在した武蔵国足立郡石戸領に属する小泉村、古くは南北朝期より見出せる「こいつみの郷」であった。小泉は古泉とも記された。かつての藤波村の枝郷で下藤波と称された場所に当たり、現在の藤波は上藤波、中分は中藤波と称されていた。村高は『元禄郷帳』および『天保郷帳』によると196石余であった。化政期の戸数は62軒で、村の規模は東西6町、南北30町余であった。中分村のうちに飛地があった。
1875年（明治8年）の農業産物高は武蔵国郡村誌によると米84.7石、大麦370石、大豆14.8石、小豆7.5石、甘藷9000貫であった。
正保〜元禄年間（1644年〜1704年）の間、小泉村が藤波村より分村、知行は旗本牧野氏。なお、検地は1667年（寛文7年）、1687年（貞享4年）に実施済み。
- 幕末の時点では足立郡小泉村であった。明治初年の『旧高旧領取調帳』の記載によると、旗本牧野宰三郎の知行であった[注釈 2][注釈 3]。
- 1867年（慶応3年）11月 - 字宮山（現在の三井住宅の当たり）に鎮座した氷川社（現八合神社）を現在地に遷座する[15]。
- 1868年（慶応4年）6月19日 - 武蔵知県事・山田政則（忍藩士）の管轄となる。
- 1869年（明治2年） 
  - 1月13日 - 武蔵知県事・宮原忠英の管轄区域に大宮県を設置、同県の管轄となる。県庁は東京府馬喰町に置かれる。
  - 9月29日 - 県庁が浦和に置かれ浦和県に改称。
  - 12月2日 - この日までに旗本領が上知され、浦和県の管轄となる（府藩県三治制も参照）。
- 1871年（明治4年）11月13日 - 第1次府県統合により埼玉県の管轄となる。
- 1872年（明治5年）3月 - 大区小区制施行により第19区に属す[16][17]。
- 1879年（明治12年）3月17日 - 郡区町村編制法により成立した北足立郡に属す。郡役所は浦和宿に設置。
- 1884年（明治17年）7月14日 - 連合戸長役場制により成立した小泉村連合に属す。小泉村の45番地に所在した河原塚金作宅を借用して連合戸長役場が設置される[18][10][17]。戸長は後に大石村初代村長となる新藤慶之助が就任。なお、新藤慶之助は1886年（明治19年）より上尾宿連合戸長を兼任する[10]。小泉村連合に属した宿村は小泉村・中分村・井戸木村・藤波村・川村・弁財村・沖ノ上村・春日谷津村・中妻村・畔吉村・小敷谷村・石戸領領家村[10]。
- 1887年（明治20年）4月7日 - 橘学校（畔吉村 徳星寺）青里学校（中分村 東栄寺）伊奈学校（沖ノ上村 薬王寺）を合併、字上谷937番地の場所の旧名主の民家を購入し、改修したのちに古泉学校（後の大石尋常高等小学校、現上尾市立大石小学校）を開設する[19][20]。
- 1889年（明治22年）4月1日 - 町村制施行に伴い、小泉村を含む区域をもって大石村が成立[11]。小泉村は大石村の大字小泉となる。
- 1901年（明治34年）4月25日 - 大石尋常高等小学校（現上尾市立大石小学校）が字天神南745-2（現在地の校庭の場所）に移転する[21]。
- 1924年（大正13年）7月15日 - 平方村の「川越上尾線」より北上し、大石村を経由して桶川町に至る地内の道路を「平方桶川線」（路線番号226、現在の埼玉県道57号さいたま鴻巣線の前身）として県道に編入する[22]。
- 1947年（昭和22年）4月1日 - 学校改革により、大石小学校の校舎を使用して大石村立大石中学校（現上尾市立大石中学校）を設立する[23]。
- 1955年（昭和30年）1月1日 - 大石村が合併によって上尾町となったことに伴い[24]、上尾町の大字となる。
- 1958年（昭和33年）7月15日 - 上尾町が市制施行され[24]、上尾市の大字となる。
- 1960年（昭和35年）9月1日 - 地内を通る県道平方桶川線が県道66号井戸木中野林浦和線に改称される[25]。
- 1961年（昭和36年）3月12日 - 地区北部を通る県道上尾伊奈線（現埼玉県道323号上尾環状線、通称BS通り）が完成する[26]（開通は1962年（昭和37年）[20]）。
- 1968年（昭和43年）11月7日 - 上尾市立大石中学校が現在地に移転する[23]。跡地は大石小学校の校地に移管する。
- 1971年（昭和46年）8月7日 - 小泉の一部が分割され、大字沖ノ上、中妻、柏座、弁財の各一部と併合して浅間台一丁目〜四丁目が成立する[27][11]。
- 1978年（昭和53年）4月28日 - 大谷北部第一特定土地区画整理事業の都市計画決定[28]。
- 1980年（昭和55年） - 鴨川に橋長17.6メートルの新弁財橋が架設される[29]。
- 1982年（昭和57年）9月12日 - 台風18号の集中豪雨により鴨川の流域で洪水被害が発生する[30]。
- 1984年（昭和59年）2月17日 - 地区内を流れる鴨川の改修工事に着手する[31]。
- 1986年（昭和61年）
  - 10月8日 - 大谷北部第一特定土地区画整理事業の完成により換地処分を実施し地番変更[32]。大字小泉、弁財、今泉の各一部より小泉一丁目1〜10番地が成立する[33]。また、大字小泉、大字弁財、弁財一丁目、大字大谷本郷、大字谷津、大字今泉、大字壱丁目の各一部より今泉一丁目が成立する[33]。
  - 12月 - 鴨川に架かる1350 mmヒューム管の旧弁財橋を橋長4メートルの鋼橋に架け替える[31]。
- 1987年（昭和62年）1月17日 - 小泉土地区画整理事業の都市計画決定[28]。
- 1991年（平成3年）1月10日 - 地内に大石公民館が開設される[34][35]。また、翌月に図書室が開設される[36]（2007年10月閉鎖）。
- 1993年（平成5年） - 地内の鴨川に親橋が架設される[29]。
- 2001年（平成13年）
  - 1月 - 浅間台大公園南脇にあった鴨川に架かる子橋が移転改築のため解体撤去される[26]。
  - 5月1日 - 子橋の架け替え工事に着手する[26]（年内に完成[29]）。
- 2008年（平成20年）11月5日 - 「小泉の祭りばやし」が市の無形民俗文化財に指定される[37]。
- 2013年（平成25年） - 地内に「天神公園」が同年度までに整備される[38]。
- 2016年（平成28年）9月17日 - 小泉土地区画整理事業の完成により換地処分を実施し地番変更。小泉一丁目11〜 番地、二丁目〜九丁目となる。また、弁財一、二丁目、沖ノ上、中妻、浅間台三、四丁目の一部を編入。沖ノ上は小泉五丁目、弁財一丁目の一部は小泉一丁目、弁財二丁目の一部は小泉五、九丁目に編入。中妻の一部、浅間台三、四丁目の一部は編入後、地目変更により消滅となっている[39][28]。

### 存在していた小字
下記以外にも『武蔵國郡村誌』には「榎の木戸」・「向原」・「山の下」・「西原」・「熊の山前」・「熊の山」・「小山」・「前原」、『新編武蔵風土記稿』には「石橋」・「中郷」・「榎戸」の記載があるが、現在の場所を特定できない。
- 雷電前[39][12]
- 今泉後
- 寺東
- 弁財下
- 神明東
- 寺後
- 宮山
- 蒜久保[注釈 4]
- 氷川山
- 神明後[注釈 5]
- 赤法花
- 雲雀山前[注釈 6]
- 雲雀山下[注釈 7]
- 台[注釈 8]
- 野窪
- 天神南
- 天神前
- 水神前
- 上谷
- 天神北
- 中井
- 新田
- 原貝戸
- 埋田
- 大仏[注釈 9]
- 堀口
- 下
- 芝
- 小谷津
- 袋
- 冠[注釈 10]
- 糀谷

※登記簿上は今もなお存在する小字を含む。

## 世帯数と人口
2017年（平成29年）10月1日現在（上尾市発表）の世帯数と人口は以下の通りである。
| 大字・丁目 | 世帯数    | 人口     |
| ---------- | --------- | -------- |
| 小泉       | 992世帯   | 2,305人  |
| 小泉一丁目 | 308世帯   | 741人    |
| 小泉二丁目 | 301世帯   | 740人    |
| 小泉三丁目 | 451世帯   | 1,248人  |
| 小泉四丁目 | 253世帯   | 665人    |
| 小泉五丁目 | 407世帯   | 1,121人  |
| 小泉六丁目 | 404世帯   | 1,149人  |
| 小泉七丁目 | 419世帯   | 1,105人  |
| 小泉八丁目 | 307世帯   | 844人    |
| 小泉九丁目 | 358世帯   | 994人    |
| 計         | 4,200世帯 | 10,912人 |

## 小・中学校の学区
市立小・中学校に通う場合、学区（校区）は以下の通りとなる。
| 大字・丁目 | 番地                                                      | 小学校               | 中学校             | 備考                                                                       |
| ---------- | --------------------------------------------------------- | -------------------- | ------------------ | -------------------------------------------------------------------------- |
| 小泉       | 1〜8番地 35番地146〜35番地148 35番地167〜35番地182 38-180 | 上尾市立西小学校     | 上尾市立西中学校   |                                                                            |
| 小泉       | 1003番地 1067番地〜最終番地                               | 上尾市立大石北小学校 | 上尾市立大石中学校 |                                                                            |
| 小泉       | その他                                                    | 上尾市立大石小学校   | 上尾市立大石中学校 | 西小学校、西中学校の選択も可能。（要 通学希望届）                          |
| 小泉一丁目 | 全域                                                      | 上尾市立西小学校     | 上尾市立西中学校   |                                                                            |
| 小泉二丁目 | 全域                                                      | 上尾市立西小学校     | 上尾市立西中学校   |                                                                            |
| 小泉三丁目 | 1〜4番地 15〜31番地                                       | 上尾市立西小学校     | 上尾市立西中学校   |                                                                            |
| 小泉三丁目 | その他                                                    | 上尾市立大石小学校   | 上尾市立大石中学校 | 西小学校、西中学校の選択も可能。（要 通学希望届）                          |
| 小泉四丁目 | 1番地 12〜17番地                                          | 上尾市立西小学校     | 上尾市立西中学校   |                                                                            |
| 小泉四丁目 | その他                                                    | 上尾市立大石小学校   | 上尾市立大石中学校 | 西小学校、西中学校の選択も可能。（要 通学希望届）                          |
| 小泉五丁目 | 全域                                                      | 上尾市立大石小学校   | 上尾市立大石中学校 |                                                                            |
| 小泉六丁目 | 全域                                                      | 上尾市立大石小学校   | 上尾市立大石中学校 | 西小学校、西中学校の選択も可能。（要 通学希望届）                          |
| 小泉七丁目 | 全域                                                      | 上尾市立大石小学校   | 上尾市立大石中学校 | 1〜3番地、10〜14番地のみ 西小学校、西中学校の選択も可能。（要 通学希望届） |
| 小泉八丁目 | 全域                                                      | 上尾市立大石小学校   | 上尾市立大石中学校 | 1〜13番地のみ 西小学校、西中学校の選択も可能。（要 通学希望届）            |
| 小泉九丁目 | 全域                                                      | 上尾市立大石小学校   | 上尾市立大石中学校 |                                                                            |

## 事業所
2021年（令和3年）現在の経済センサス調査による事業所数と従業員数は以下の通りである。
| 大字・丁目 | 事業所数  | 従業員数 |
| ---------- | --------- | -------- |
| 小泉       | 46事業所  | 177人    |
| 小泉一丁目 | 23事業所  | 264人    |
| 小泉二丁目 | 25事業所  | 214人    |
| 小泉三丁目 | 6事業所   | 26人     |
| 小泉四丁目 | 8事業所   | 92人     |
| 小泉五丁目 | 20事業所  | 146人    |
| 小泉六丁目 | 29事業所  | 79人     |
| 小泉七丁目 | 13事業所  | 33人     |
| 小泉八丁目 | 3事業所   | 7人      |
| 小泉九丁目 | 23事業所  | 185人    |
| 計         | 196事業所 | 1,223人  |

## 交通

### 鉄道
- 地区内には鉄道は敷設されていない。地区により最寄り駅が異なるが、下記バス便が多い高崎線上尾駅かマイカーなどを使って同線北上尾駅が最寄り駅となる。

### 道路
さいたま鴻巣線を除き、いずれの道路も歩道が設けられている。

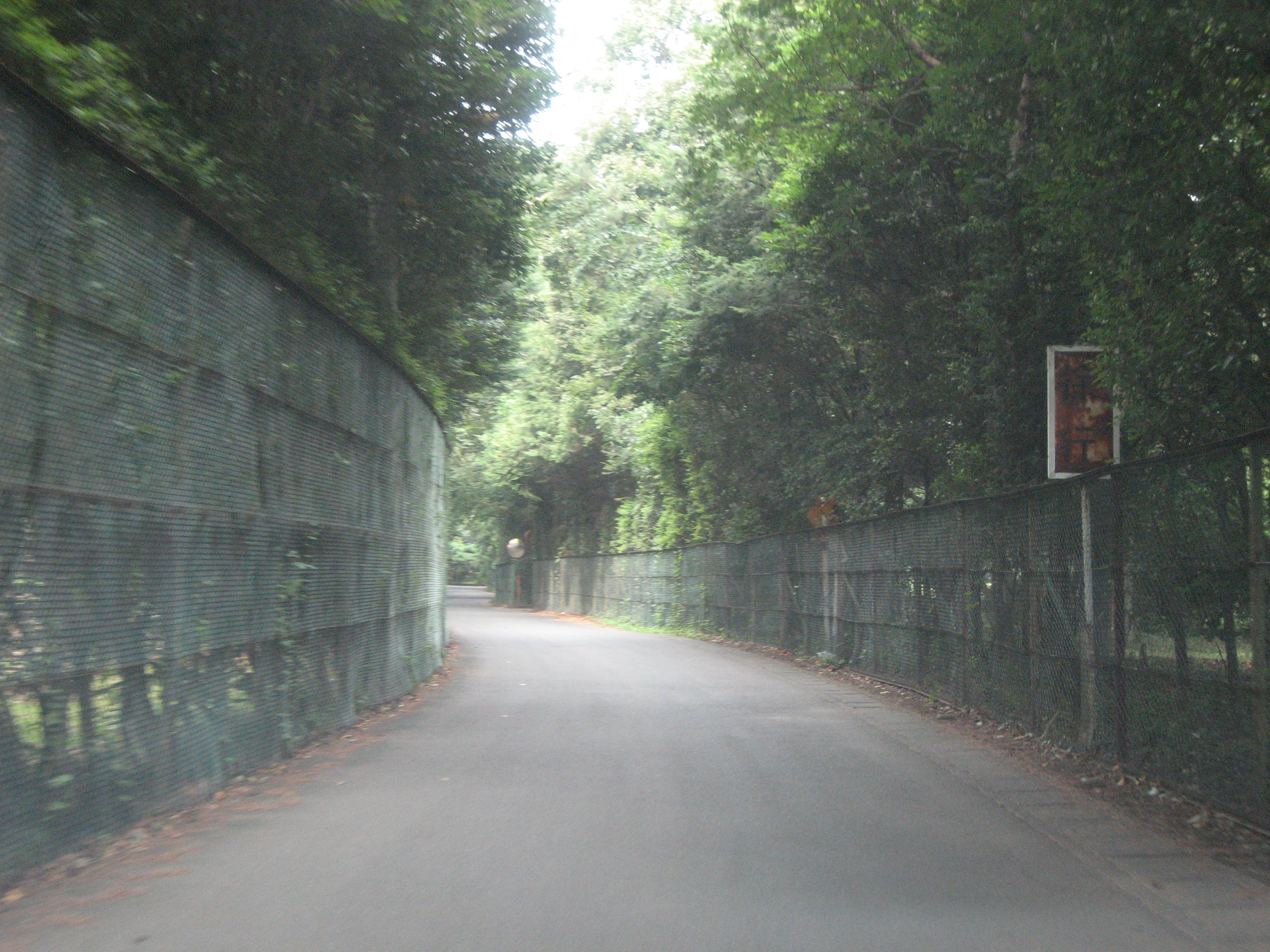
埼玉県道57号さいたま鴻巣線

- 埼玉県道57号さいたま鴻巣線 - 旧埼玉県道井戸木中野林浦和線。大字小泉西端のゴルフ場内を通る。
- 埼玉県道323号上尾環状線（通称BS通り・夕日通り）

東西道路（北から）
- 中分浅間台線[8]
- 宮山神明線
- 小敷谷吉田通線（はなみずき通り）

南北道路（東から）
- 今泉小泉線 - 西小西側の通り
- 今泉雲雀線
- 上尾池袋線（泉が丘通り）
- 雷電上谷線

### 路線バス
地区の南端付近を東武バスウエスト上尾営業所の路線（尾11〜13系統）が設定されているが、地内にバス停留所は無い。小泉地区から少し離れた所に「大久保」バス停(2ヶ所あり所在地は大字小敷谷または大字小敷谷と中分1丁目との境界）や「第一団地入口」バス停(所在地は大字小敷谷と大字今泉との境界）や「今泉」バス停(所在地は大字今泉と今泉1丁目との境界）があり昼間でも1時間に6本程度あり、上尾駅に出るには利便が良い。なお、過去に丸建自動車のけんちゃんバスが運行され、地内に「小泉一丁目」・「マルエツ前」・「小泉寺東」・「神明公園」・「小泉赤法花」バス停留所が設置されている時期があった。また、旧中山道の（旧）上尾車庫より「久保」バス停留所（久保西交差点）を経由してBS通りを通り、大石支所前を経由して県道を通り「小敷谷」に至る東武バスの路線バスが運行され、地内に「大石支所」バス停留所などが設置されていた時期もあった。
名称のみが記載してあるのは小泉地区にあるバス停。また、カッコ内のバス停は主要停留所のみ記載。
- 上尾市コミュニティバス「ぐるっとくん」
  - 平方、丸山線

(上尾駅 - 弁財2丁目) - 西小学校入口 - 小泉寺東 - 神明公園 - 小泉赤法華 - 大石小学校東 - (大石支所 - 畔吉 - 丸山 - リハビリセンター)
  - 大石領家北上尾線

(上尾駅 - 弁財2丁目) - 西小学校入口 - 小泉1丁目 - 三井住宅東 - 三井住宅西 -(大久保- 工業団地北 - 中分1丁目 - 大石公民館) - 大石公民館北 - 小泉 - (大石中学校西 - 中妻5丁目 - 朝日公園 - 北上尾駅西口) [45][46]

本数はいずれも1日6往復の運行。

## 地域

### 町内会
- 小泉自治会[47]
- 三井区自治会

### 祭事
- 小泉の祭りばやし - 市登録無形民俗文化財[37]

### 寺社
かつては村社の氷川社のほか天神社や雷電社や稲荷社や八雲社や水神社などが鎮座していた。旧大石村で旧藤波村と旧畔吉村を除く村内にある神社の合祀が1907年（明治40年）に地内の氷川神社に合祀先として行われ、合祀後は八合神社に改称された。その広大な社叢は上尾市指定保存樹林に指定されていた時期があった。土地区画整理事業により社叢は消滅し、小泉氷川山公園の緑地がその名残をとどめて居る。
- 八合神社（8丁目）[50][15] - 平方八枝神社の兼務社
- 熊野神社（6丁目） - かつては八合神社の社叢の中に鎮座していた。
- 照誠寺（大字小泉）
- 泉乗寺薬師堂（2丁目）

### 公園
- 小泉氷川山公園（近隣公園） - 八合神社に隣接。指定緊急避難場所（地震・洪水・大規模な火事）および指定一般避難所に指定[51]。
- どんぐり山公園（1丁目） - 指定緊急避難場所（地震・洪水）に指定
- 神明公園（3丁目） - 指定緊急避難場所（地震・洪水）に指定
- ひばり山公園（5丁目） - 指定緊急避難場所（地震・洪水）に指定
- 宮山公園（7丁目）
- 天神公園（9丁目） - 指定緊急避難場所（地震・洪水）に指定
- 小泉中央公園（大字） - 指定緊急避難場所（地震）に指定。遊水地でもある。
- 宮山公園（大字）
- 集いの公園（大字）

### 施設
- 上尾市立大石小学校（9丁目） - 小泉地区におけるおもな通学先[52]。指定緊急避難場所（地震・洪水）および指定一般避難所に指定[51]。
- JAあだち野大石（9丁目）
- 大石公民館（9丁目） - 上尾市図書館大石分館があった。指定緊急避難場所（地震・洪水）および指定一般避難所に指定[51]。
- つばさ保育園（5丁目） - 上尾中央総合病院の付属保育園。
- ころぽっくる保育園（5丁目） - 上尾中央総合病院の関連施設[53]
- 白ばら学園第2こどもの家（1丁目）
- 親愛上尾保育園（1丁目） - 小規模保育施設[54]
- かたくり保育園（5丁目） - 小規模保育施設
- たけうま保育所（6丁目） - 小規模保育施設[54]。2022年3月末で閉園。
- 小泉集会所（8丁目） - 八合神社に隣接。
- 小泉第2集会所（7丁目）
- 大宮ゴルフコース（大字小泉）[9]